# Juan Antonio Ocampo
Juan Antonio Ocampo Silva (Tepic, 11 giugno 1989) è un ex calciatore messicano, di ruolo difensore.

## Caratteristiche tecniche
Il suo ruolo principale è quello di terzino sinistro, ma viene spesso schierato anche al centro di una difesa a 4.

## Carriera
Cresciuto nelle giovanili dei Chivas, debutta in prima squadra il 24 luglio 2007, esordendo da titolare in un incontro di Superliga contro l'FC Dallas e gioca anche una partita nella prima giornata di Copa Libertadores contro il San José. L'esordio in campionato arriva invece il 14 marzo 2008, quando entra all'89º al posto di Édgar Solís nella sfida contro il Veracruz. Verso la fine del torneo di Apertura 2008 si guadagna un posto da titolare per le ultime 3 partite, uniche sue apparizioni nel torneo, e viene anche schierato titolare nelle due semifinali contro l'Internacional in Copa Sudamericana, dove la squadra è battuta per un globale di 6-0 dai brasiliani, causando il rigore che al ritorno sblocca la partita. Non ottiene presenze nel torneo di Clausura, mentre viene riproposto titolare nelle prime due partite dell'Apertura 2009, ma dopo numerosi sbandamenti della difesa (6 goal in 2 match) viene lasciato fuori per tutto il resto del torneo. Nel Clausura, coi Chivas già qualificati alla Liguilla, ad Ocampo vengono concessi alcuni minuti nelle ultime giornate, per un totale di 6 presenze (anche se solo 3 da titolare). Di nuovo senza presenze nell'Apertura 2010, viene prestato ai Gallos Blancos per un anno. Con la maglia nerazzurra, Ocampo trova una certa regolarità d'impiego, collezionando 9 presenze sia nel Clausura che nell'Apertura successivo, oltre a 3 presenze nel Clausura 2012, prima che scadesse il suo prestito e facesse ritorno al Rebaño, dove però non ha più avuto modo di giocare in prima squadra.

## Statistiche

### Presenze e reti nei club
| Stagione         | Squadra          | Campionato       | Campionato | Campionato | Coppe nazionali | Coppe nazionali | Coppe nazionali | Coppe continentali | Coppe continentali | Coppe continentali | Totale | Totale |
| Stagione         | Squadra          | Comp             | Pres       | Reti       | Comp            | Pres            | Reti            | Comp               | Pres               | Reti               | Pres   | Reti   |
| ---------------- | ---------------- | ---------------- | ---------- | ---------- | --------------- | --------------- | --------------- | ------------------ | ------------------ | ------------------ | ------ | ------ |
| 2006-2007        | Guadalajara      | LA               | 8          | 0          | -               | -               | -               | CCL                | 0                  | 0                  | 8      | 0      |
| 2007-2008        | Guadalajara      | PD+LA+SD         | 1+18+1     | 0+0+1      | -               | -               | -               | CL+CS+SL           | 1+0+1              | 0                  | 22     | 1      |
| 2008-2009        | Guadalajara      | PD+LA            | 3+18       | 0          | IL              | 0               | 0               | CL+CS+SL           | 0+2+0              | 0                  | 23     | 0      |
| 2009-2010        | Guadalajara      | PD+SD            | 8+16       | 0          | -               | -               | -               | CL                 | 0                  | 0                  | 24     | 0      |
| 2010-2011        | Guadalajara      | PD               | 0          | 0          | -               | -               | -               | -                  | -                  | -                  | 0      | 0      |
| Gen. 2011        | Querétaro        | PD               | 9          | 0          | -               | -               | -               | -                  | -                  | -                  | 9      | 0      |
| 2011-2012        | Querétaro        | PD               | 12         | 0          | -               | -               | -               | -                  | -                  | -                  | 12     | 0      |
| Totale Querétaro | Totale Querétaro | Totale Querétaro | 21         | 0          |                 | -               | -               |                    | -                  | -                  | 21     | 0      |
| 2012-2013        | Guadalajara      | PD               | 0          | 0          | -               | -               | -               | -                  | -                  | -                  | 0      | 0      |
| Totale Chivas    | Totale Chivas    | Totale Chivas    | 73         | 1          |                 | 0               | 0               |                    | 4                  | 0                  | 77     | 1      |
| Totale           | Totale           | Totale           | 94         | 1          |                 | 0               | 0               |                    | 4                  | 0                  | 98     | 1      |